# Suối Hai
Suối Hai là một xã thuộc thành phố Hà Nội, thủ đô của Việt Nam. Xã được hình thành trên cơ sở sáp nhập các xã Ba Trại, xã Tản Lĩnh, một phần các xã Thụy An và Cẩm Lĩnh của huyện Ba Vì cũ, trong đợt Sáp nhập tỉnh, thành Việt Nam 2025.

## Hành chính
Xã Suối Hai được thành lập theo Nghị quyết số 1656/NQ-UBTVQH15 của Ủy ban Thường vụ Quốc hội Việt Nam, ban hành ngày 16 tháng 6 năm 2025. Theo đó, sắp xếp toàn bộ diện tích tự nhiên, quy mô dân số của xã Ba Trại, xã Tản Lĩnh, một phần của xã Thụy An và xã Cẩm Lĩnh thuộc huyện Ba Vì cũ để thành lập xã Suối Hai.
Sau sắp xếp xã có diện tích tự nhiên 53,42 km2, quy mô dân số 26.675n gười. Phía Bắc giáp xã Quảng Oai, phía Tây giáp xã Bất Bạt, phía Đông giáp phường Tùng Thiện, phía Nam giáp xã Ba Vì và xã Yên Bài. Trụ sở xã đặt tại thôn Đức Thịnh, xã Tản Lĩnh cũ.